# Soldatensender Calais

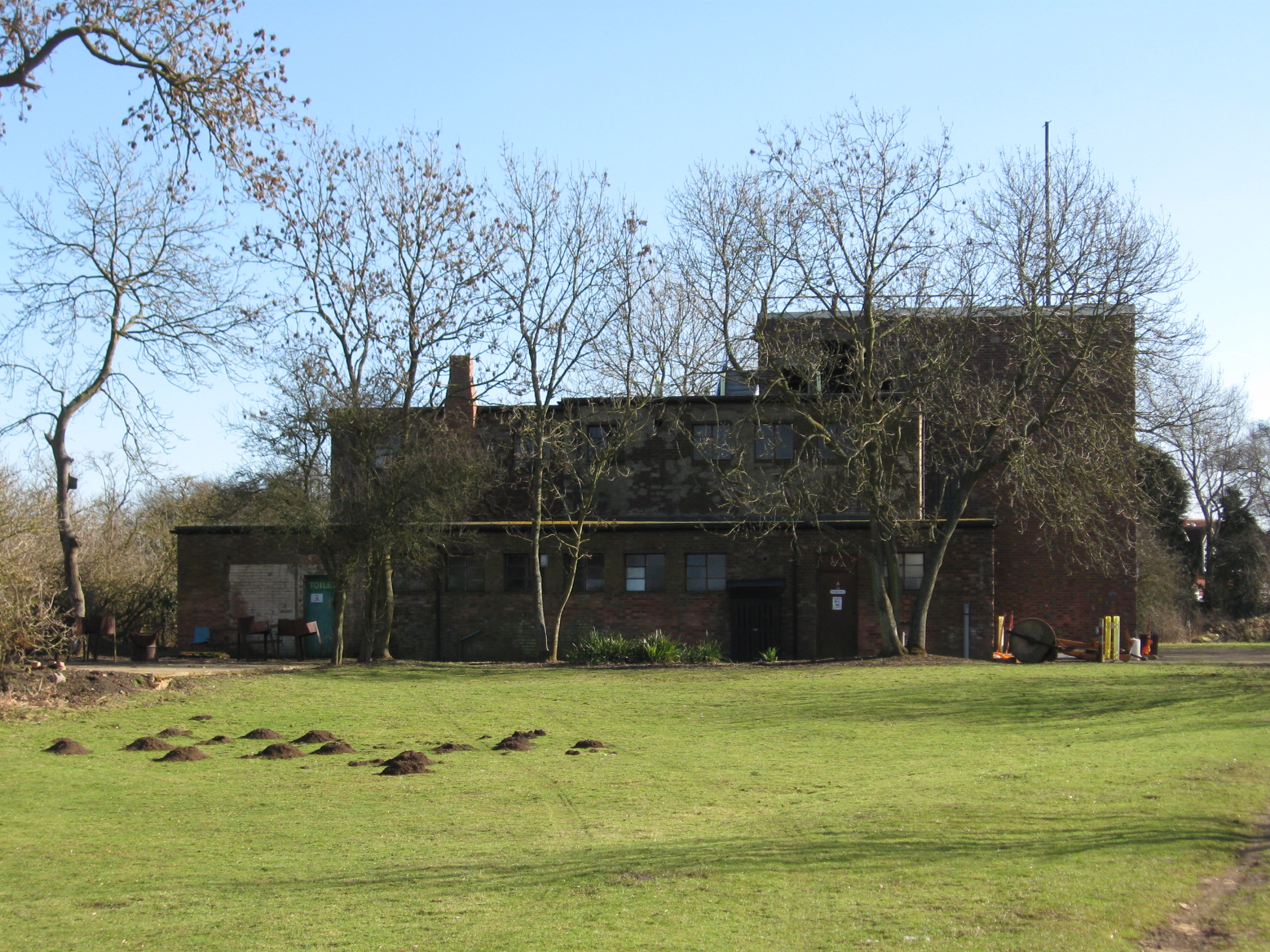
Ehemaliges Studiogebäude in Milton Bryan

Der Soldatensender Calais war ein britischer deutschsprachiger Propagandasender des Political Warfare Executive während des Zweiten Weltkrieges. Nachdem alliierte Truppen Calais eingenommen hatten, wurde am 1. September 1944 der Sendername in „Soldatensender West“ geändert. Seine Zielgruppen waren Heer und Luftwaffe der deutschen Wehrmacht, während der Soldatensender Atlantik die Marine ansprach.

## Name
Die Name Soldatensender Calais nahm Bezug auf den seit dem Westfeldzug betriebenen deutschen Europasender Calais („Calais I“) etwa 120 km nordöstlich von Paris auf 515 m (582 kHz) sowie den seit Mitte 1943 „Calais II“ genannten Sender Lopik auf 301,5 m (995 kHz), beide mit englischsprachigen Propagandasendungen gegen Großbritannien.

## Konzept
Der Sender pflegte den Eindruck eines offiziellen deutschen Wehrmachtssenders, indem er zu einem Großteil Original-Nachrichten der Wehrmacht sendete und eigene Beiträge nur sehr gezielt, dafür umso wirkungsvoller, einstreute. Für deutsche Wehrmachtsangehörige interessante Meldungen wahrten den Schein der Echtheit und machten sie für eingestreute Propaganda aufnahmebereiter. Unter deutschen Kriegsgefangenen wurden Nazigegner als Redakteure rekrutiert, die durch ihre Kenntnis des deutschen Alltagslebens und der Umgangssprache für Authentizität sorgten.
Es wurde viel bei den Deutschen beliebte Musik gespielt und über Sportergebnisse und andere Ereignisse in Deutschland berichtet, gelegentlich aber auch „moralzersetzende Informationen“ eingestreut. Wie schon zuvor beim 1943 eingestellten Sender Gustav Siegfried Eins wurden Hitler und andere hohe Nazis nie persönlich angegriffen, sondern möglichst Parteifunktionäre der mittleren und lokalen Ebene für „Missstände“ verantwortlich gemacht.

## Geschichte
Die Studios befanden sich in Milton Bryan. Die erste Sendung ging am 24. Oktober 1943 über den Äther, die letzte am 14. April 1945. Der Sendebeginn erfolgte als „laufende“ Sendung, ohne mit „hier ist“ oder einer ähnlichen Ansage zu beginnen, um die Gegner zu verwirren. In gleicher Weise endeten die Sendungen ohne Verabschiedung.

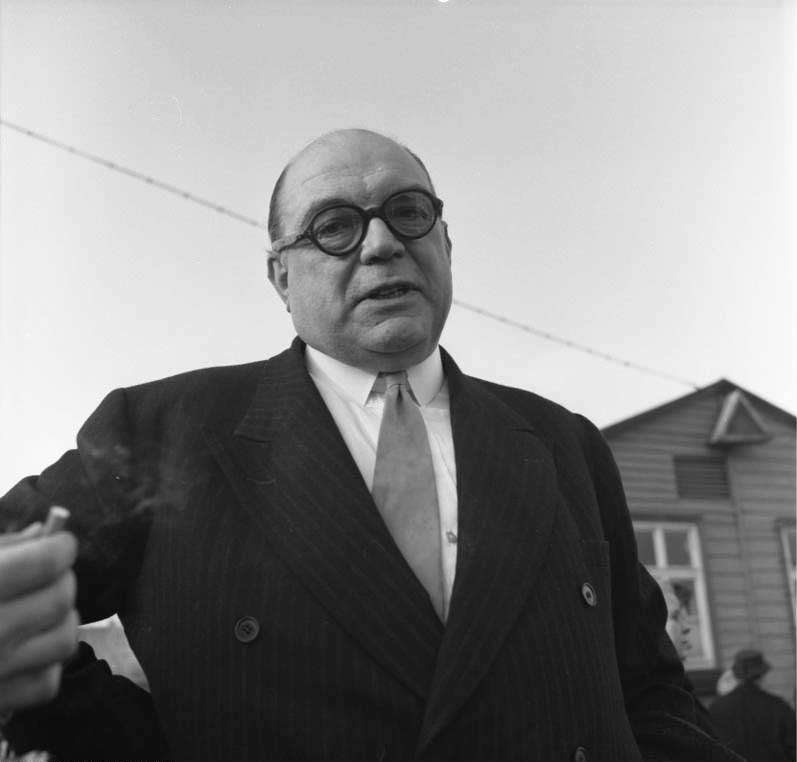
Sefton Delmer (1958)

Leiter des Senders war der britische Journalist Denis Sefton Delmer, der in Berlin geboren und aufgewachsen war und fließend Deutsch sprach. Sein Stab setzte sich aus internationalen Journalisten, Psychologen, deutschen Emigranten und Kriegsgefangenen zusammen, darunter auch aus Deutschland emigrierte Rundfunksprecher, Redakteure und Techniker. Zu den Mitarbeitern zählten zum Beispiel der spätere SPD-Politiker und Unternehmer Philip Rosenthal, der Diplomat Wolfgang Gans Edler Herr zu Putlitz, der spätere Präsident des Verfassungsschutzes Otto John, der nach dem 20. Juli 1944 dazustieß, aber keine Sprecherfunktion innehatte, Wilhelm  Meisl, Österreicher und zuständig für den Sport und Karl Theodor zu Guttenberg, später lange Jahre für die CSU im Deutschen Bundestag.

## Nachrichtenquellen
Als Quellen dienten Delmer und seinem Team das Abhören des Funkverkehrs der Wehrmacht, die Auskünfte deutscher Kriegsgefangener, das Mitlesen von Feldpostbriefen, aber auch detaillierte Kenntnisse deutscher Emigranten. Als wichtiger Baustein erwies sich zudem die Nutzung eines Hellschreibers. Dieser war bei Kriegsbeginn von einem deutschen Journalisten in London bei dessen eiliger Rückkehr in die Heimat vergessen worden. Über Hellschreiber verbreitete das Deutsche Nachrichtenbüro seine zentral gesteuerten Direktiven an sämtliche Nachrichtenredaktionen im Großdeutschen Reich. Die englische Abwehr las nun zeitgleich mit. Da man dort schneller reagieren konnte als im deutschen Nachrichtenwesen, war manche Meldung zuerst im Programm des Soldatensenders Calais zu hören und danach erst über den Großdeutschen Rundfunk – was dem Sender bei weniger informierten Hörern zusätzliche Seriosität und Glaubwürdigkeit verlieh.
In seiner Autobiografie „Black Boomerang“ bezeichnete Delmer selbst das Format als „graue Propaganda“. Während bei „weißer Propaganda“ die Quelle der Sendungen und die politische Einstellung der meist aus dem Emigranten-Milieu kommenden Radiosprecher offen zugegeben wurde und bei „schwarzer Propaganda“ (wie z. B. bei Gustav Siegfried 1) eine möglichst perfekte Tarnung als Nazi-Sender angestrebt wurde, blieb der Soldatensender Calais, obwohl oberflächlich als deutscher Sender getarnt, dazwischen in der Schwebe.
Die politischen Aussagen waren eindeutiger als bei schwarzer Propaganda, gingen aber nie in offene anti-nationalsozialistische Aufrufe über wie bei weißer Propaganda. Obwohl ein durchschnittlicher Zuhörer bald ahnen musste oder von Behörden darauf hingewiesen wurde, dass es sich um einen „Feindsender“ handelte, nahm die Hörerschaft kontinuierlich zu, weil die Empfangsqualität besser und das Unterhaltungs- und Informationsangebot beliebter waren als bei der „weißen“ BBC oder bei deutschen Sendern. Hinzu kam, dass der Konsum grauer Sender aufgrund ihres lockeren Unterhaltungscharakters mit weniger Risiken verbunden war als das Einschalten von BBC, durch das man sich direkt als Dissident identifizierte. Delmer beschrieb die Mischung des Inhalts als „cover, cover, dirt, cover, dirt“.
Die BBC hatte zunächst Bedenken, dass der Sender zu offensichtlich britisch wäre und die Glaubwürdigkeit der gesamten britischen Medien in Mitleidenschaft ziehen würde, doch die Argumente des PWE für die Beibehaltung des Senders überwogen, auch im Hinblick auf den Nutzen für die anstehende Operation Overlord.

## Rezeption von deutscher Seite
Von deutschen Stellen wurden viele Sendungen mitgeschnitten und dokumentiert. Goebbels große Sorge bestand darin, dass wegen der Unklarheit, ob es sich um einen deutschen oder feindlichen Sender handelte, Verwirrung bestand. Auffällig war die Top-Aktualität der über den Sender gehenden breaking news gegenüber schwerfällig agierenden reichsdeutschen Nachrichtenstellen. Auf Grundlage der Meldungen des Senders ließen sich der Lage angemessene Befehle für die verschiedenen Frontabschnitte ableiten. Diese Tatsache war den Befehlshabern deutscher Truppen an der Frankreichfront bewusst. Überliefert ist ein O-Ton-Dokument, in dem Himmler am 21. September 1944 vor Wehrbereichskommandanten und Schulungskompanien mit kriegsgerichtlichen Schritten gegen solche Kommandeure droht, die, wie der daraufhin abgelöste kommandierende General des 82. Korps, Mitschriften von Nachrichten des Soldatensenders Calais anfertigten und an andere Befehlshabende weitergaben.

## Technik

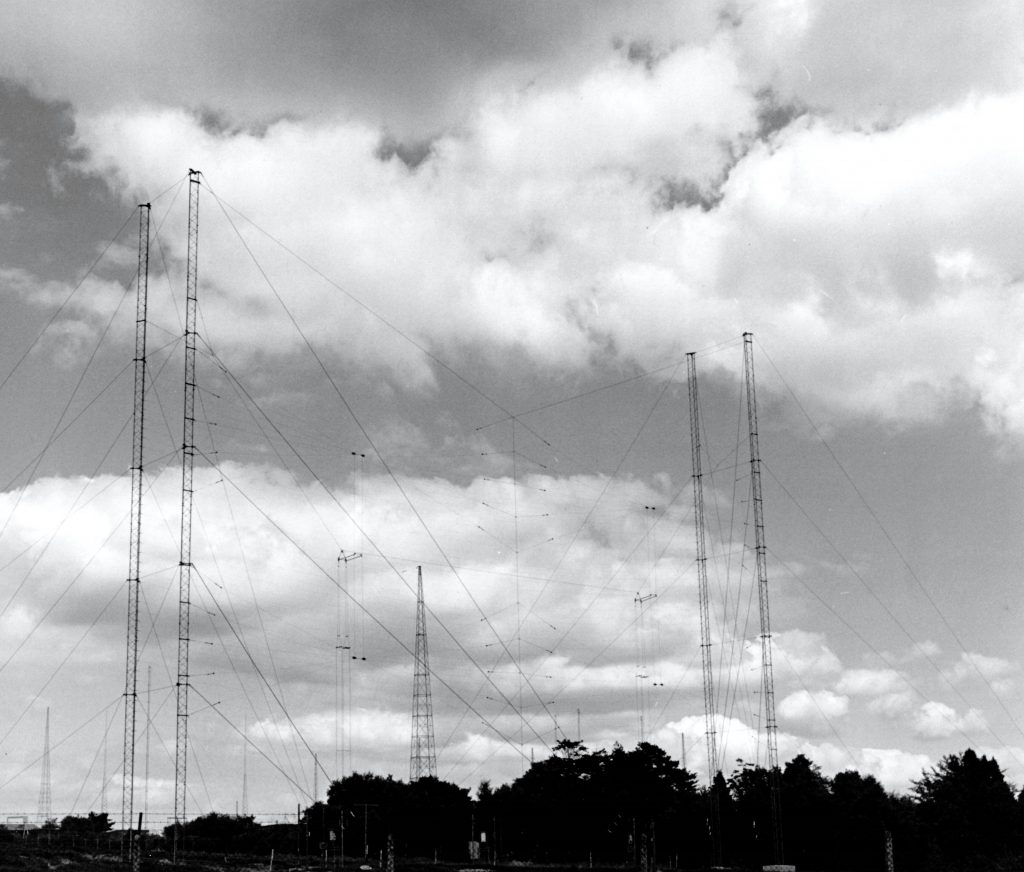
Die Antennen des Aspidistra-Senders

Das Programm  wurde, gemeinsam mit dem des Deutschen Kurzwellensenders Atlantik, von der Sendeanlage Aspidistra in der Nähe vom Crowborough (South East England) abgestrahlt. Der Sender war mit 600 kW Ausgangsleistung der damals stärkste Mittelwellensender in Europa und nur zu dem Zweck eingerichtet worden, um mit gezielt gestreuten Nachrichten Einfluss auf die Meinungsbildung der deutschen Zuhörer zu nehmen. Er sendete auf den Wellenlängen 360, 420 und 490 Meter (833, 714 und 612 kHz).

## Trivia
- Die Psychological Warfare Division der USA unterhielt mit dem Nachtsender 1212, der aus Luxemburg sendete, ein ähnliches Projekt.
- 1960 wurde in Deutschland der Spielfilm Soldatensender Calais unter der Regie von Paul May produziert.